# Каллові (Північна Кароліна)
Каллові (англ. Cullowhee) — переписна місцевість (CDP) в США, в окрузі Джексон штату Північна Кароліна. Населення — 7682 особи (2020).

## Географія
Каллові розташоване за координатами 35°18′40″ пн. ш. 83°10′52″ зх. д. / 35.31111° пн. ш. 83.18111° зх. д. (35.311143, -83.181023). За даними Бюро перепису населення США в 2010 році переписна місцевість мала площу 9,08 км², уся площа — суходіл.

## Демографія
Згідно з переписом 2010 року, у переписній місцевості мешкало 6228 осіб у 1694 домогосподарствах у складі 319 родин. Густота населення становила 686 осіб/км². Було 1874 помешкання (206/км²).
Расовий склад населення:
| - 85,8 % — білих - 7,1 % — чорних або афроамериканців - 1,2 % — азіатів - 0,7 % — корінних американців - 3,5 % — осіб інших рас |

До двох чи більше рас належало 1,7 %. Частка іспаномовних становила 5,1 % від усіх жителів.
За віковим діапазоном населення розподілялося таким чином: 4,1 % — особи молодші 18 років, 92,1 % — особи у віці 18—64 років, 3,8 % — особи у віці 65 років та старші. Медіана віку мешканця становила 21,0 року. На 100 осіб жіночої статі у переписній місцевості припадало 105,0 чоловіків; на 100 жінок у віці від 18 років та старших — 103,8 чоловіків також старших 18 років.
Медіана доходів становила 29 343 долари для чоловіків та 14 128 доларів для жінок. За межею бідності перебувало 49,1 % осіб, у тому числі 64,7 % дітей у віці до 18 років та 39,1 % осіб у віці 65 років та старших.
Цивільне працевлаштоване населення становило 1759 осіб. Основні галузі зайнятості: освіта, охорона здоров'я та соціальна допомога — 35,2 %, мистецтво, розваги та відпочинок — 22,6 %, роздрібна торгівля — 16,4 %.